# Maria Voskania
Maria Voskania, de son vrai nom Meri Voskanian (née le 9 décembre 1987 à Erevan) est une chanteuse arméno-allemande.

## Biographie
Maria Voskania est l'aînée de quatre sœurs. Son père est ingénieur. Elle se produit pour la première fois à l'âge de cinq ans au sein de l'orchestre d'enfants de la radio municipale d'Erevan. En 1995, sa famille s'installe en Allemagne avec elle. Ses parents lui permettent une éducation classique au piano. Elle vit à Wasserlosen et va au Celtis-Gymnasium à Schweinfurt. Elle a l'occasion de chanter dans des chorales, de jouer du clavier et de se produire avec un groupe de jazz-soul, le Celtis Big-Band.
En 2003, Voskania se présente à Popstars et parvient au troisième tour de casting puis en 2005 à Deutschland sucht den SuperStar où elle finit 12e des 14 000 candidats.
En 2007, Voskania participe au vote préliminaire arménien pour le Concours Eurovision de la chanson 2007 à Helsinki et termine deuxième parmi 19 candidats.
Alors qu'elle étudie pour l'Abitur qu'elle obtient en 2008, elle écrit ses chansons dans son propre studio puis publie un premier album de chansons R&B/Soul germanophones. Financé par son père, elle ne parvient pas à trouver un label.
En 2009, le groupe Herzfrequenz avec Voskania et la chanson Liebe auf Eis commence une campagne de prévention de l'alcoolisme et des drogues chez les jeunes.
En février 2010, elle participe à la sélection de l'Allemagne au Concours Eurovision de la chanson 2010 et est éliminée lors de la troisième émission.
En 2009, elle a envoyé une maquette à Helene Fischer et est invitée aux répétitions un an plus tard. Elle intègre le groupe de choristes en concert et accompagne Fischer lors de ses tournées, spectacles et apparitions à la télévision. Dans Die Helene Fischer Show fin 2014, Fischer présente Voskania sur le devant de scène où elle interprète Was weißt denn du von Liebe.
Sur l'album studio de DJ BoBo, Dancing Las Vegas, en 2011, Voskania contribue au chant féminin des chansons La Vida Es et Dead or Alive.
En 2014, elle publie son premier album schlager Lust am Leben.
En 2017, Voskania participe de nouveau à Deutschland sucht den Superstar et finit à la troisième place en finale.

## Discographie
Jusqu'en 2013, elle a pour nom de scène son nom Meri Voskanian ou simplement Meri. Depuis 2014, elle a pour nom de scène Maria Voskania.
Albums
- 2007 : Vom Ende zum Anfang (16 novembre 2007)
- 2014 : Lust am Leben (30 mai 2014)
- 2016 : Perlen und Gold (18 mars 2016)
- 2017 : Das Beste (24 mars 2017)
- 2017 : Magie (25 août 2017)

Singles
- 2006 : Königin (Robin D. feat. Meri Voskanian; 3 novembre 2006)
- 2007 : Wenn Du aus dem Fenster siehst (27 mai 2007)
- 2008 : Was Dir fehlt ist ein Herz (7 mars 2008)
- 2009 : Liebe auf Eis (Herzfrequenz feat. Meri Voskanian; 17 juillet 2009)
- 2010 : Sommer lass mich nicht allein (Buddy feat. Meri; 26 novembre 2010 dans l'émission Die Ultimative Chartshow – One Hit Wonder)
- 2014 : Wegen dir (14 mars 2014)
- 2014 : Was weißt denn du (16 mai 2014)
- 2015 : Nichts anzuziehen (24 avril 2015)
- 2015 : Was wäre wenn (23 octobre 2015)
- 2015 : Gloria in excelsis Deo (18 décembre 2015)
- 2016 : Gefallener Engel (29 janvier 2016)
- 2017 : Magie (4 mai 2017)
- 2017 : Ich seh nur dich (21 juillet 2017)
- 2017 : Küss mich (8 décembre 2017)

## Source de la traduction
- (de) Cet article est partiellement ou en totalité issu de l’article de Wikipédia en allemand intitulé « Maria Voskania » (voir la liste des auteurs).